# Wadi International University
Die Wadi International University (WIU; arabisch جامعة الوادي الدولية الخاصة, DMG Ǧāmiʿat al-Wādī ad-duwaliyya al-ḫāṣṣa) vormals Wadi German Syrian University (WGSU) ist eine private deutsch-syrische Universität im Wadi an-Nadara zwischen den syrischen Städten Homs und Tartus.

## Geschichte
Am 18. September 2005 wurde die private Wadi German Syrian University eröffnet, was durch einen Erlass Baschar al-Assads von 2001, in dem er die Gründung privater Universitäten erlaubte, ermöglicht wurde.
Die von einflussreichen syrischen Geschäftsleuten und Akademikern gegründete Wadi Company für Bildung und Wissenschaft und deutsche Initiatoren wie die Deutsch Syrische Gesellschaft für Wissenschaft und Technik, die Otto-von-Guericke-Universität Magdeburg und die Carl von Ossietzky Universität Oldenburg mit Unterstützung des Deutschen Akademischen Austauschdienstes ermöglichten dieses Projekt.
Unter der Federführung der Universität Magdeburg, insbesondere Claus Rautenstrauch, dem Vizepräsidenten für Lehre und Forschung, wurden die Aufbauorganisation, die Entwicklung von Curricula sowie der Aufbau eines Qualitätsmanagementsystems für Forschung und Lehre realisiert.
2007 wurde der Kooperationsvertrag mit der WGSU erweitert.

## Studiengänge (Bachelor)
- Business Informatics
- Computer Engineering
- Business Administration
- E-Marketing
- E-Banking
- Management and E-Business
- Architecture

## Kritik
Das Ergebnis einer unabhängigen Evaluierung durch vier international erfahrene Wissenschaftler offenbarte unüberwundene Fehlentwicklungen und Problemfelder, durch welche trotz aller Erfolge des Projektes die Qualitätsstandards für eine DAAD-Förderung nicht mehr sichergestellt werden konnten. Aus diesem Grund wurde die Förderung durch den DAAD zum Ende des Studienjahres 2007/08 eingestellt.